# Igreja de Nossa Senhora do Desterro (Olinda)
A Igreja de Nossa Senhora do Desterro, também conhecida como Igreja de Santa Teresa está localizada em Olinda, no estado de Pernambuco.
A Igreja de Nossa Senhora do Desterro foi erguida pelo general João Fernandes Vieira em 1661 em cumprimento de uma promessa, após a vitória alcançada contra dos holandeses na Batalha dos Montes dos Tabocas. Em 1686 a igreja foi entregue aos freis de Santa Teresa, de onde vem seu segundo nome, e ao seu lado foi erguido o Convento de Santa Teresa, mais tarde ampliado. Quando os terésios deixaram o convento a Santa Casa de Misericórdia assumiu sua administração, instalando um orfanato.
A igreja constitui um expressivo conjunto arquitetônico, com uma fachada com perfis de cantaria e um nicho ornamentado, além de uma galilé de três arcos de influência franciscana. O conjunto tem um estilo dominante Maneirista. Os altares ostentam requintadas talhas douradas no estilo Rococó, com preciosas imagens de santeiros pernambucanos, e a decoração é completada com azulejaria da época de dona Maria I.